# Monumento a Lenin (Kiev)
Il Monumento a Lenin (in ucraino Пам'ятник Леніну?, Pam'jatnik Leninu; in russo Памятник Ленину?, Pamjatnik Leninu) è stato un monumento in Piazza Bessarabia a Kiev, capitale dell'Ucraina, abbattuto nel dicembre 2013 durante le manifestazioni di piazza dell'Euromaidan.

## Storia

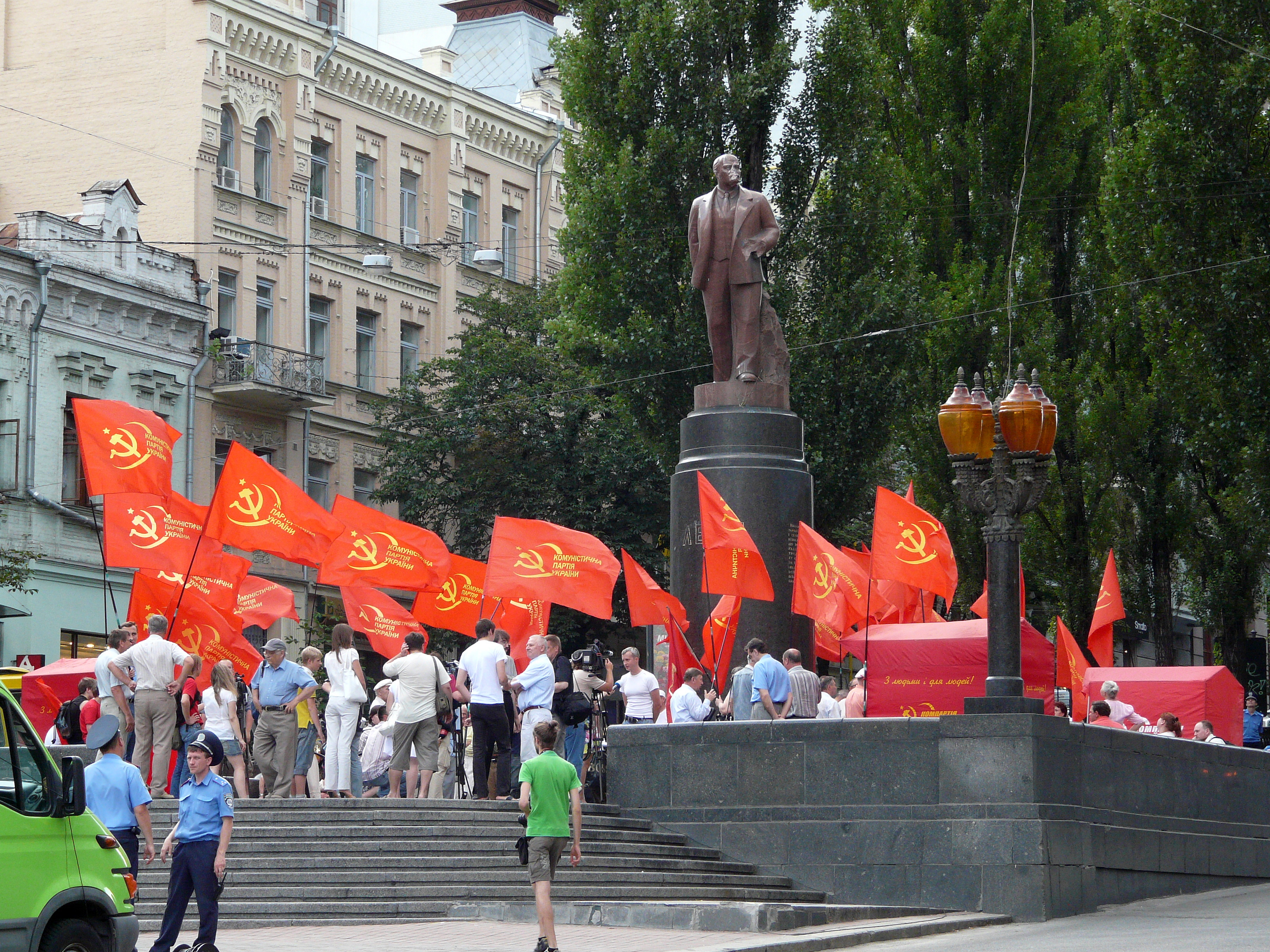
Manifestazione del Partito Comunista dell'Ucraina sotto il monumento nel 2009

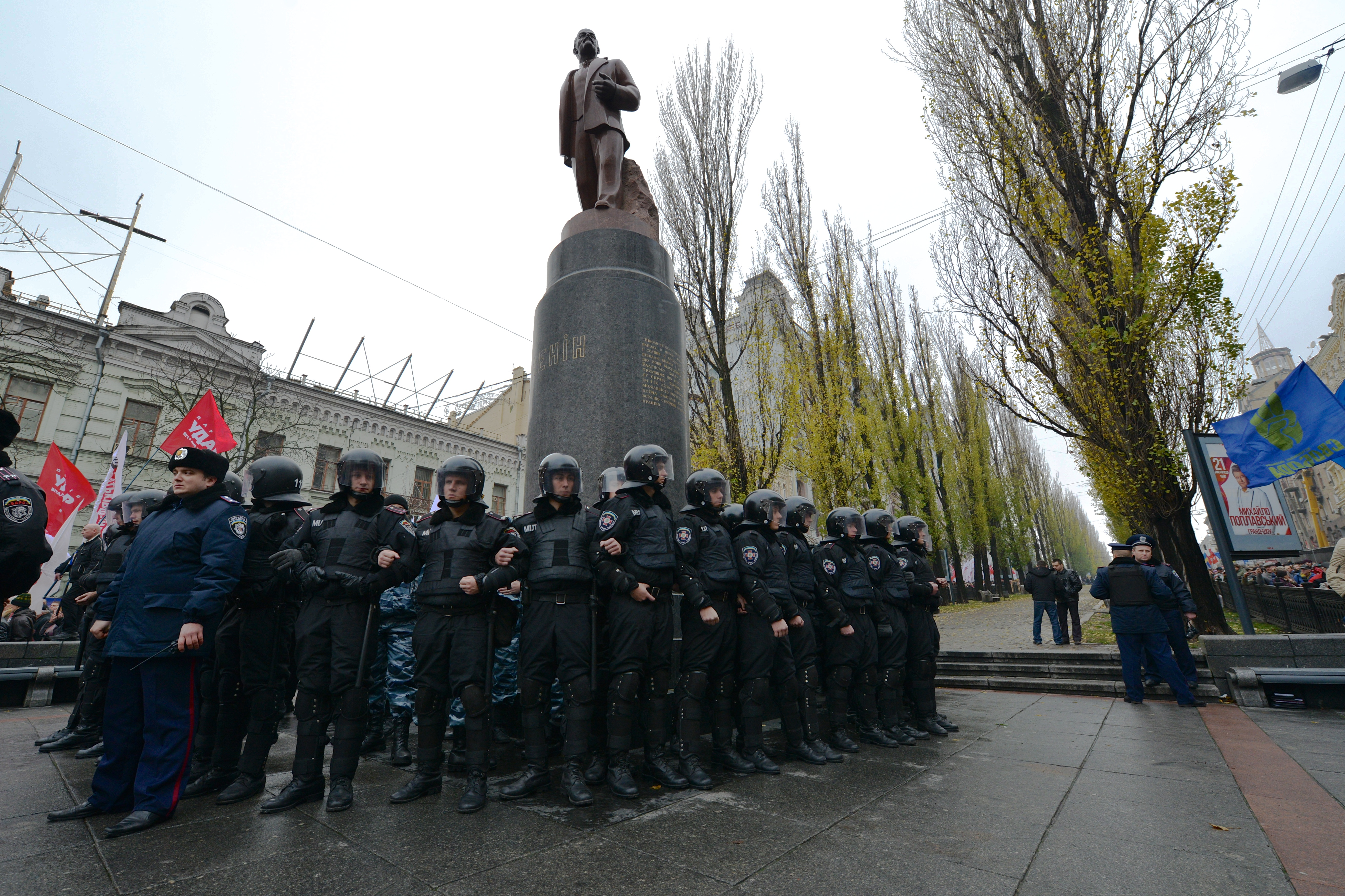
Polizia disposta a protezione del monumento il 24 novembre 2013

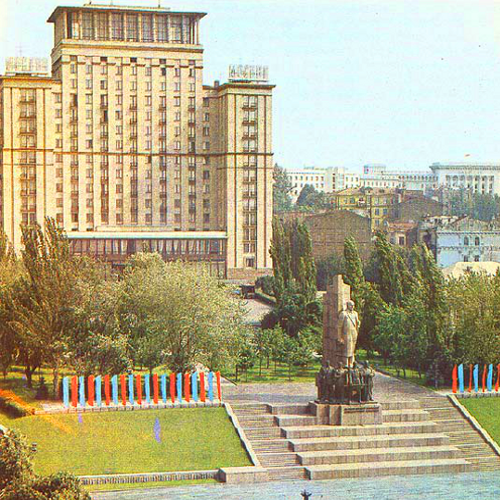
Monumento alla Rivoluzione d'ottobre che venne posto nella piazza che in seguito fu chiamata Majdan Nezaležnosti

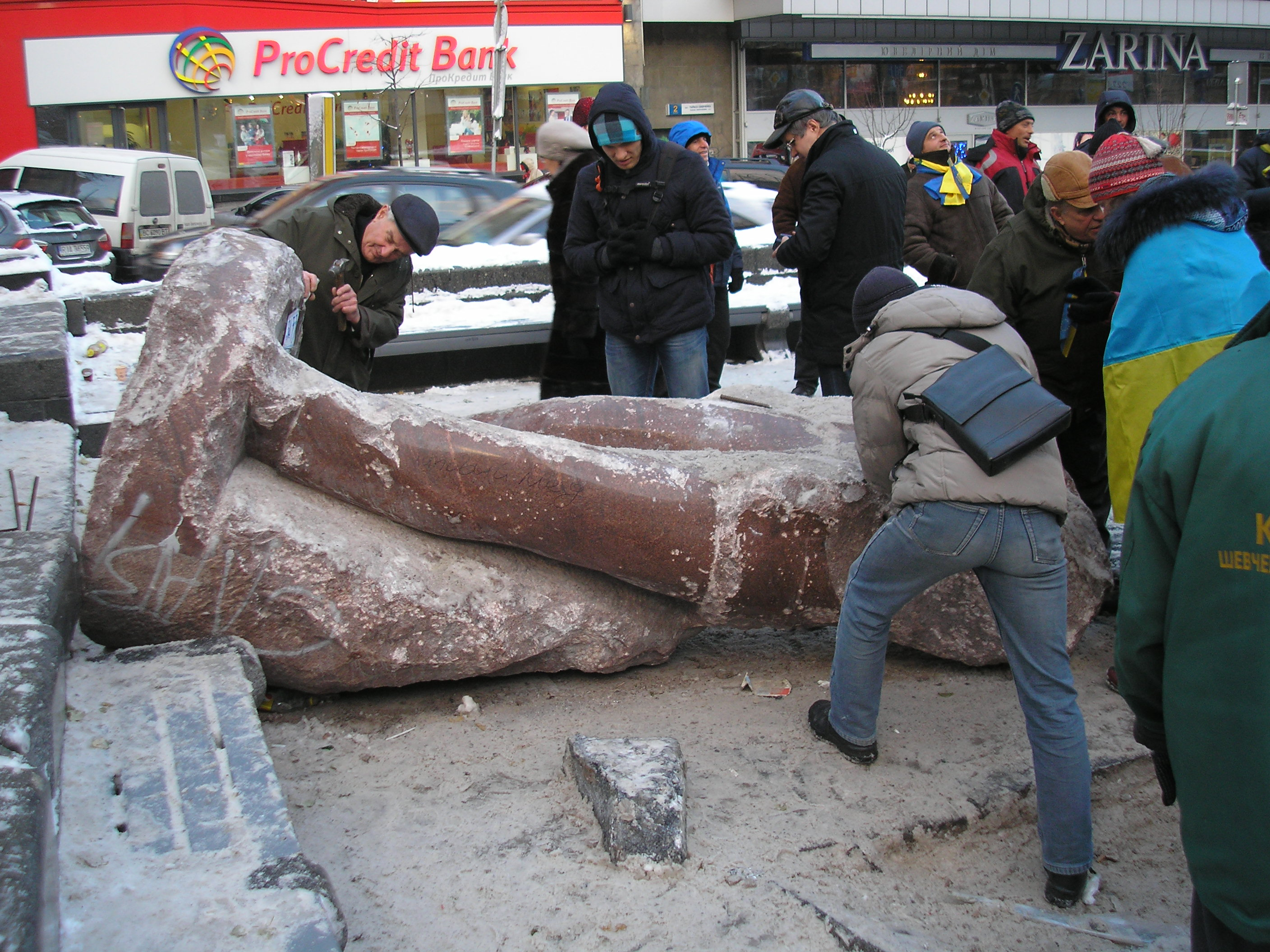
Demolizione della statua

Il monumento a Lenin di Kiev, una statua dedicata al fondatore dell'Unione Sovietica, venne scolpito dal sovietico Sergey Merkurov utilizzando lo stesso tipo di marmo rosso della Carelia già impiegato nel Mausoleo di Lenin sulla Piazza Rossa a Mosca.
Fu esposto alla Fiera mondiale di New York del 1939 poi posto sul grande basamento in Piazza Bessarabia il 5 dicembre 1946.
Già durante il 2009 il monumento divenne occasione di scontri in città ma fu solo con le manifestazioni di piazza dell'Euromaidan che la statua è stata abbattuta dal suo piedistallo e demolita dai manifestanti l'8 dicembre 2013.
Il plinto è rimasto e col tempo è stato utilizzato per installazioni artistiche e punto di ritrovo per altre manifestazioni.
Dal 2015 ogni monumento legato a personalità comuniste in Ucraina è stato definito illegale.
Un altro monumento era stato posto in Piazza Indipendenza nel 1977 e venne demolito nel 1991 con la fine dell'Unione Sovietica. 

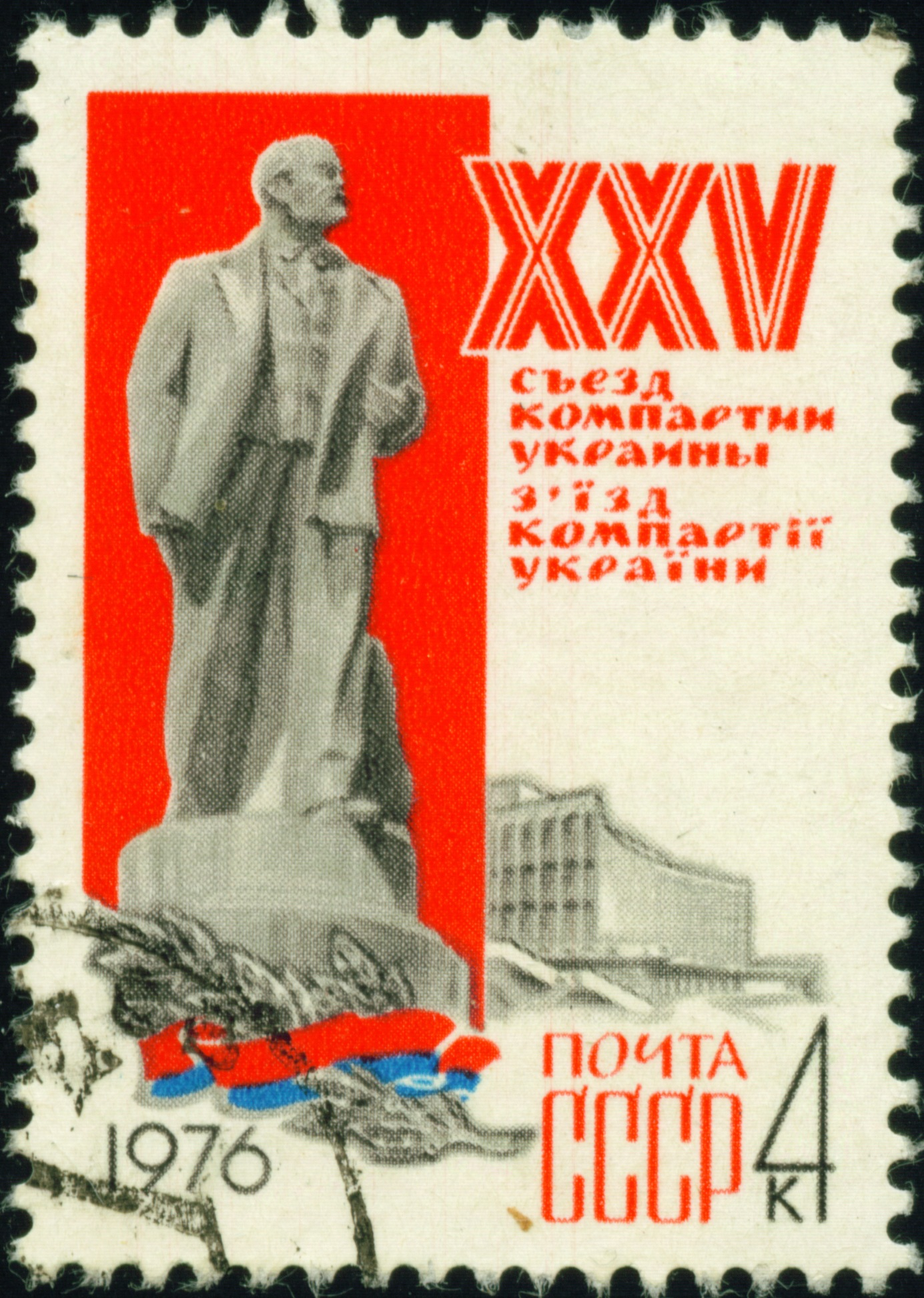
Francobollo commemorativo del 1976

## Descrizione
Il monumento era di grandi dimensioni. La statua era alta quasi tre metri e mezzo ed era stata scolpita in marmo rosso dello stesso tipo usato a Mosca nel mausoleo dedicato a Lenin.
Era stata posta su un enorme plinto che dominava quel punto della piazza.

## Nella cultura di massa
Al monumento, nel 1976, è stato dedicato un francobollo.